# Sk8er Boi
"Sk8er Boi" je pjesma kanadske pjevačice Avril Lavigne i ujedno njezin drugi singl s debitanskog albuma Let Go. Napisali su je Avril i sastav The Matrix (Scott Spock, Lauren Christy, i Graham Edwards), koji je i producirao pjesmu. Objavljena je 2002. te je dosegla top 10 na Billboard Hot 100 u Sjedinjenim Američkim Državama (čime je postao njen drugi top 10 singl u Americi), broj osam u Ujedinjenom Kraljenstvu, broj tri u Australiji i broj jedan u Španjolskoj.

## Videospot
Spot za pjesmu "Sk8er Boi" je snimljen pod redateljskom palicom Francis Lawrenca. Spot počinje s čovjekom koji se spušta užetom niz alice u kojoj se na tlu nalazi hrpa sprejeva. Video nastavlja s plakatima koji imaju zvijezdu na sebi i stime oglašavaju Avrilin koncert. Na psterima piše "7th & Spring Noon" (pokazuje gdje i kada će se održati njen koncert). Više osoba je vidjelo postere sve oko grada. Avril napokon dođe na mjestu gdje se koncert održao, popela se na automobil i počela pjevati. U nastavku se pojavila policija i počela je uhićivati ljude koji su bili na koncertu. Na kraju spota Avril razbija svoju gitaru i iznad njene glave se pojavlja helikopter.
Dok je Lavigne pjevala, imala je majicu na nastiposom osnovne škole u Wilkesboru. Kad je spot objavljen, škola je dobila toliko puno ponuda za majice, da je kupila nova računala koje su dobili prodajom majica.
Spot za pjesmu je prema BT Vision u bio jedan od najboljih u toj godini u Ujedinjenom Kraljevstvu.

## Popis pjesama
Australski CD singl
1. "Sk8er Boi" 3:23
2. "Get Over It" 3:27
3. "Nobody's Fool" (uživo iz Vancouvera) 3:58

CD singl u Meksiku i Ujedinjenom Kraljevstvu
1. "Sk8er Boi" 3:23
2. "Get Over It" 3:27
3. "Nobody's Fool" (uživo iz Vancouvera) 3:58
4. "Sk8er Boi" (video)

Francuski CD singl
1. "Sk8er Boi" 3:23
2. "Get Over It" 3:27

### Promotivni singlovi
Australski i američki promotivni singl
1. "Sk8er Boi" 3:23

SAD promotivni vinilni singl
Strana A
1. "Sk8er Boi" 3:23

Strana B
1. "I'm With You" 3:44

Promotivni singl za Ujedinjeno Kraljevstvo
1. "Sk8er Boi" (uživo) 4:10

### Službene verzije
1. "Sk8er Boi" (albumska verzija) 3:23
2. "Sk8er Boi" (Demo) 3:28

## Ljestvice
| Ljestvice (2002.)      | Najviša pozicija |
| ---------------------- | ---------------- |
| Australija             | 3                |
| Austrija               | 7                |
| Belgija (Flandrija)    | 7                |
| Belgija (Valonija)     | 7                |
| Kanada BDS             | 1                |
| Kanada                 | 3                |
| Danska                 | 11               |
| Francuska              | 28               |
| Njemačka               | 18               |
| Irska                  | 5                |
| Italija                | 8                |
| Novi Zeland            | 2                |
| Nizozemska             | 11               |
| Norveška               | 14               |
| Švedska                | 12               |
| Švicarska              | 17               |
| Ujedinjeno Kraljevstvo | 8                |
| SAD ARC Weekly Top 40  | 1                |
| SAD Billboard Hot 100  | 10               |
| Venecuela              | 6                |

| Država      | Certifikacija | Prodaja |
| ----------- | ------------- | ------- |
| Australija  | platinasta    | 70.000  |
| Brazil      | platinasta    | 100.000 |
| Novi Zeland | platinasta    | 15.000  |
| SAD         | zlatna        | 500.000 |

## Nagrade
| Godina | Dodjela                         | Nagrada                                      | Rezultat   |
| ------ | ------------------------------- | -------------------------------------------- | ---------- |
| 2003.  | Grammy                          | Najbolji ženski rock vokal                   | Nominacija |
| 2003.  | MTV Video Music Awards          | Najbolji pop spot                            | Nominacija |
| 2003.  | MuchMusic Video Awards          | Najbolji međunarodni spot kanadskog izvođača | Pobjeda    |
| 2003.  | Nickelodeon Kids' Choice Awards | Najbolja pjesma                              | Pobjeda    |

## Povijest izlaska
| Regija     | Datum               | Izdavač        | Format                 |
| ---------- | ------------------- | -------------- | ---------------------- |
| SAD        | kolovoz 2002.       | Arista Records | CD, digitalni download |
| Australija | 28. listopada 2002. | Sony BMG       | CD, digitalni download |
| Europa     | 6. studenog 2002.   | Sony BMG       | CD, digitalni download |